# Tacuate
El tacuate o mixtec de Sierra sud-oest és una llengua indígena americana de la família mixteca parlada en l'estat d'Oaxaca, entre 2.000 i 6.000 persones, la majoria dels quals són també bilingües en espanyol (només un 20% són monolingües). És la llengua dels tacuates, grup ètnic de parla mixteca que posseeix una identitat diferenciada dels altres pobles mixtecs. Aquesta varietat de les llengües mixteques també és coneguda com a mixteco de Santa María Zacatepec i tacuate.

## Aspectes històrics, socials i culturals
Els tacuates viuen principalment en dos municipis de la Mixteca de la Costa: Santa María Zacatepec (distrito de Putla, Oaxaca) i a Santiago Ixtayutla (districte de Jamiltepec, Oaxaca).

## Classificació
El mixtec de Santa María Zacatepec és una de les Llengües mixteques, pertanyent al grup otomang. Els tacuates no es reconeixen a si mateixos com a mixtecs, però la seva parla forma part de la macrollengua mixteca. Anomenen la seva parla quotidiana tu'un va'a. Ethnologue diu que la intel·ligibilitat del mixtec de Zacatepec és de 40-50% respecte al de Metlatónoc, 25-30% amb la varietat de Yoloxóchitl; guarda major similitud amb les parles d'Ixtayutla i *Jicaltepec, amb 64 i 63% d'intel·ligibilitat mútua respectivament.